# Saint Thomas (Isole Vergini Americane)
Saint Thomas è un'isola caraibica delle piccole Antille appartenente all'arcipelago delle Isole Vergini Americane, situata a est di Porto Rico e a ovest di Saint John. L'isola è nota anche perché vi nacque il famoso pugile Emile Griffith il 3 febbraio 1938.

## Geografia

### Clima
È eccellente tutto l'anno, rinfrescato dagli alisei, con temperature che oscillano tra i 24 °C e i 30 °C.